# Roy Del Ruth

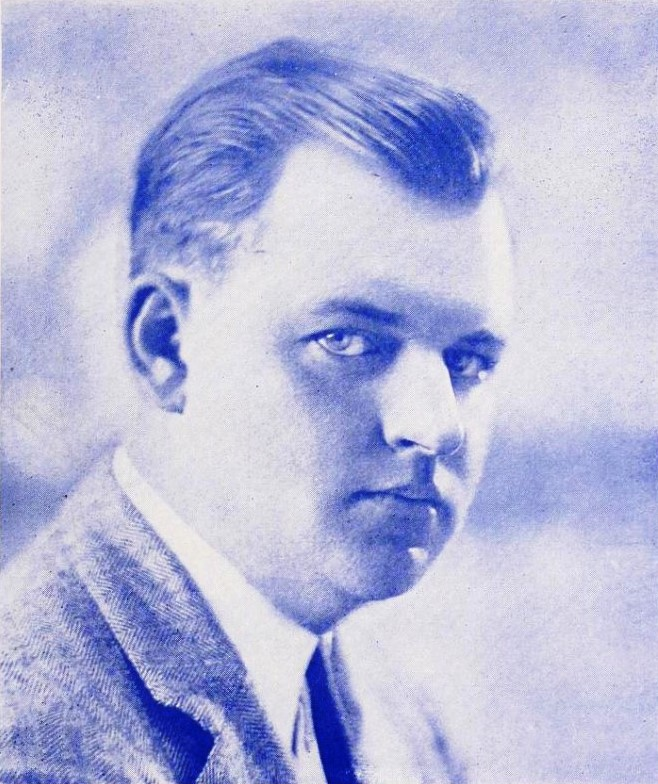
Roy Del Ruth (1925)

Roy Del Ruth (* 18. Oktober 1893 in Delaware; † 27. April 1961 in Sherman Oaks, Kalifornien) war ein US-amerikanischer Filmregisseur.

## Leben und Karriere
Roy Del Ruth war ursprünglich Journalist, folgte dann aber seinem vierzehn Jahre älteren Bruder – dem Regisseur Hampton Del Ruth (1879–1958) – ins Filmgeschäft. 1915 fing er an, Drehbücher zu schreiben, und arbeitete als Gagschreiber für Mack Sennett. Zwei Jahre später führte er das erste Mal Regie, unter anderem mit Komikern wie Billy Bevan und Harry Langdon. Bei Warner Brothers drehte er vorwiegend Vorort-Dramen und Krimis. Hier war er in den 1930er-Jahren der höchstbezahlte Regisseur von Warner und, dank seines regelmäßigen Outputs an Filmen, auch einer der am meisten verdienenden Regisseure in ganz Hollywood. Filmisch fiel der Vertragsregisseur Del Ruth nie durch einen ihn kennzeichnenden Stil auf, mit einer Mischung aus Nahaufnahmen und Medium Shots sowie einer handlungsorientierten Erzählweise drehte er aber sehr effektiv. In den 1940er-Jahren arbeitete er bei MGM, wo er vor allem Musicals inszenierte, aber weniger erfolgreich als noch bei Warner war. Insgesamt war er an mehr als 110 Produktionen als Regisseur beteiligt, ab Mitte der 1950er-Jahre an mehreren Fernsehserien.
Verheiratet war er von 1934 bis zu seinem Tod mit der Schauspielerin Winnie Lightner (1899–1971). Gemeinsam hatten sie einen Sohn, den Kameramann Thomas Del Ruth. Er starb am 27. April 1961 an Herzversagen. Ihm zu Ehren gibt es einen Stern auf dem Hollywood Walk of Fame.

## Filmografie (Auswahl)
- 1925: Eve’s Lover
- 1925: Hogan’s Alley
- 1925: Three Weeks in Paris
- 1926: Zimmer Nr. 13 (The Man Upstairs)
- 1926: The Little Irish Girl
- 1926: Footloose Widows
- 1926: Der Deserteur (Across the Pacific)
- 1927: Unter falschem Namen (Wolf’s Clothing)
- 1927: The First Auto
- 1927: Ham and Eggs at the Front
- 1927: If I Were Single
- 1928: Powder My Back
- 1928: Five and Ten Cent Annie
- 1928: Der Schrecken von Piccadilly (The Terror)
- 1928: Beware of Bachelors
- 1928: Conquest
- 1929: The Desert Song
- 1929: The Hottentot
- 1929: Vorhang auf! (Gold Diggers of Broadway)
- 1929: The Aviator
- 1930: Hold Everything
- 1930: The Second Floor Mystery
- 1930: Three Faces East
- 1930: The Life of the Party
- 1930: Divorce Among Friends
- 1931: My Past
- 1931: The Maltese Falcon
- 1931: Blonde Crazy
- 1931: Side Show
- 1932: Taxi!
- 1932: Beauty and the Boss
- 1932: Winner Take All
- 1932: Blessed Event
- 1933: Employees’ Entrance
- 1933: The Mind Reader
- 1933: Der kleine Gangsterkönig (The Little Giant)
- 1933: Captured!
- 1933: Verschollen in New York (Bureau of Missing Persons)
- 1933: Der Frauenheld (Lady Killer)
- 1934: Das Mädel aus der Unterwelt (Upperworld)
- 1934: Bulldog Drummond schlägt zurück (Bulldog Drummond Strikes Back)
- 1934: Kid Millions
- 1935: Folies Bergère de Paris
- 1935: Broadway-Melodie 1936 (Broadway Melody of 1936)
- 1935: Musik um Mitternacht (Thanks a Million)
- 1936: Bankräuber in USA (It Had to Happen)
- 1936: Frauenehre (Private Number)
- 1936: Zum Tanzen geboren (Born to Dance)
- 1937: Gehn wir bummeln (On the Avenue)
- 1937: Broadway Melodie 1938 (Broadway Melody of 1938)
- 1938: Die Eiskönigin (Happy Landing)
- 1938: My Lucky Star
- 1939: Tail Spin
- 1939: The Star Maker
- 1939: Here I Am a Stranger
- 1940: He Married His Wife
- 1941: Topper 2 – Das Gespensterschloß (Topper Returns)
- 1941: The Chocolate Soldier
- 1942: Maisie Gets Her Man
- 1943: Du Barry Was a Lady
- 1944: Broadway Rhythm
- 1944: Barbary Coast Gent
- 1945: Broadway Melodie 1950 (Ziegfeld Follies)
- 1947: Ein Leben wie ein Millionär (It Happened on Fifth Avenue)
- 1948: The Babe Ruth Story
- 1949: Rotes Licht (Red Light)
- 1949: Tritt ab, wenn sie lachen (Always Leave Them Laughing)
- 1950: The West Point Story
- 1951: Romanze mit Hindernissen (On Moonlight Bay)
- 1951: Starlift
- 1952: About Face
- 1952: Gauner mit weißer Weste (Stop, Your’re Killing Me)
- 1953: Three Sailors and a Girl
- 1954: Der Würger von Paris (Phantom of the Rue Morgue)
- 1959: Im Sumpf des Grauens (The Alligator People)
- 1960: Nackte Lebensgier (Why Must I Die?)